# 宾化县 (隋朝)
賓化縣是隋代䍧州所屬的一個縣。開皇初置。是招撫當地土著所設置的州縣，一般由其頭人任縣官。治所在今贵州省贵定县西南平伐，属牂柯郡。唐朝后废。